# Meridià 60 a l'oest
El meridià 60 a l'oest de Greenwich és una línia de longitud que s'estén des del pol Nord travessant l'oceà Àrtic, Groenlàndia, Amèrica del Sud, l'oceà Atlàntic, l'oceà Antàrtic, i l'Antàrtida fins al pol Sud.
El meridià 60 a l'oest forma un cercle màxim amb el meridià 120 a l'est. Com tots els altres meridians, la seva longitud correspon a una semicircumferència terrestre, uns 20.003,932 km. Al nivell de l'Equador, és a una distància del meridià de Greenwich de 6.679 km.

## De Pol a Pol
Començant en el pol Nord i dirigint-se cap al pol Sud, aquest meridià travessa:
| Coordenades                             | País, territori o mar  | Notes |
| --------------------------------------- | ---------------------- | --- |
| 90° 0′ N, 60° 0′ O / 90.000°N,60.000°O  | Oceà Àrtic             | |
| 83° 28′ N, 60° 0′ O / 83.467°N,60.000°O | Mar de Lincoln         | |
| 81° 56′ N, 60° 0′ O / 81.933°N,60.000°O | Groenlàndia            | |
| 75° 56′ N, 60° 0′ O / 75.933°N,60.000°O | Badia de Baffin        | |
| 70° 0′ N, 60° 0′ O / 70.000°N,60.000°O  | Estret de Davis        | |
| 60° 0′ N, 60° 0′ O / 60.000°N,60.000°O  | Oceà Atlàntic          | Mar de Labrador |
| 55° 24′ N, 60° 0′ O / 55.400°N,60.000°O | Canadà                 | Terranova i Labrador — Labrador Quebec — des de 52° 0′ N, 60° 0′ O / 52.000°N,60.000°O |
| 50° 14′ N, 60° 0′ O / 50.233°N,60.000°O | Golf de Sant Llorenç   | Passa a l'est de Illa St. Paul, Nova Escòcia, Canadà (a 47° 13′ N, 60° 8′ O / 47.217°N,60.133°O) |
| 47° 14′ N, 60° 0′ O / 47.233°N,60.000°O | Estret de Cabot        | |
| 46° 13′ N, 60° 0′ O / 46.217°N,60.000°O | Canadà                 | Nova Escòcia — Illa del Cap Bretó |
| 45° 53′ N, 60° 0′ O / 45.883°N,60.000°O | Oceà Atlàntic          | |
| 43° 57′ N, 60° 0′ O / 43.950°N,60.000°O | Canadà                 | Nova Escòcia — Illa Sable |
| 43° 56′ N, 60° 0′ O / 43.933°N,60.000°O | Oceà Atlàntic          | |
| 8° 22′ N, 60° 0′ O / 8.367°N,60.000°O   | Veneçuela              | |
| 8° 6′ N, 60° 0′ O / 8.100°N,60.000°O    | Guyana                 | Territori reclamat per Veneçuela |
| 5° 5′ N, 60° 0′ O / 5.083°N,60.000°O    | Brasil                 | Roraima — per uns 18 km |
| 4° 55′ N, 60° 0′ O / 4.917°N,60.000°O   | Guyana                 | Territori reclamat per Veneçuela |
| 4° 30′ N, 60° 0′ O / 4.500°N,60.000°O   | Brasil                 | Roraima Amazonas — des de 0° 14′ N, 60° 0′ O / 0.233°N,60.000°O, Passa a l'est de Manaus a 3° 6′ S, 60° 1′ O / 3.100°S,60.017°O Mato Grosso — des de 8° 46′ S, 60° 0′ O / 8.767°S,60.000°O Rondônia — des de 11° 8′ S, 60° 0′ O / 11.133°S,60.000°O Mato Grosso — des de 11° 28′ S, 60° 0′ O / 11.467°S,60.000°O Rondônia — des de 11° 50′ S, 60° 0′ O / 11.833°S,60.000°O Mato Grosso — des de 12° 41′ S, 60° 0′ O / 12.683°S,60.000°O |
| 16° 16′ S, 60° 0′ O / 16.267°S,60.000°O | Bolívia                | |
| 19° 18′ S, 60° 0′ O / 19.300°S,60.000°O | Paraguai               | |
| 24° 2′ S, 60° 0′ O / 24.033°S,60.000°O  | Argentina              | |
| 38° 51′ S, 60° 0′ O / 38.850°S,60.000°O | Oceà Atlàntic          | |
| 51° 18′ S, 60° 0′ O / 51.300°S,60.000°O | Illes Malvines         | Illa Keppel i Gran Malvina — reclamada per Argentina |
| 52° 0′ S, 60° 0′ O / 52.000°S,60.000°O  | Oceà Atlàntic          | |
| 60° 0′ S, 60° 0′ O / 60.000°S,60.000°O  | Oceà Antàrtic          | |
| 62° 27′ S, 60° 0′ O / 62.450°S,60.000°O | Illes Shetland del Sud | Illa Greenwich i Illa Livingston — reclamat per Argentina, Xile i Regne Unit |
| 62° 40′ S, 60° 0′ O / 62.667°S,60.000°O | Oceà Antàrtic          | |
| 63° 51′ S, 60° 0′ O / 63.850°S,60.000°O | Antàrtida              | Península Antàrtica — reclamat per Argentina, Xile and Regne Unit |
| 65° 50′ S, 60° 0′ O / 65.833°S,60.000°O | Oceà Antàrtic          | Mar de Weddell |
| 68° 5′ S, 60° 0′ O / 68.083°S,60.000°O  | Antàrtida              | reclamat per Argentina, Xile and Regne Unit |
| 69° 1′ S, 60° 0′ O / 69.017°S,60.000°O  | Oceà Antàrtic          | Mar de Weddell |
| 79° 49′ S, 60° 0′ O / 79.817°S,60.000°O | Antàrtida              | reclamat per Argentina, Xile and Regne Unit |
| 73° 17′ S, 60° 0′ O / 73.283°S,60.000°O | Oceà Antàrtic          | Mar de Weddell |
| 75° 19′ S, 60° 0′ O / 75.317°S,60.000°O | Antàrtida              | Antàrtida Argentina, reclamat per Argentina · Territori Antàrtic Xilè, reclamat per Xile · Territori Antàrtic Britànic, reclamat per Regne Unit |